# یوریکی
یوریکی (به ژاپنی: 与力 Yoriki)، اعضای طبقه سامورایی در ژاپن فئودالی بودند. یوریکی به معنای یاری دهنده یا دستیار است.
شرح و تاریخچه
یوریکی‌ها در طول لشکرکشی‌های نظامی در دوره‌های کاماکورا و موروماچی به دایمیوها (اربابان فئودال) یا فرماندهان تعیین‌شدهٔ آنها کمک می‌کردند.
در طول دوره سنگوکو، با افزایش مقیاس جنگ، سازماندهی ارتش‌ها به فرماندهی دایمیوهای سنگوکو (اربابان فئودال) به بخش‌های کوچک‌تری تقسیم شد. دایمیوها به عنوان فرمانده کل، سو-دایشو (総大将)، کل ارتش را فرماندهی می‌کردند. تحت نظر او، سامورایی دایشو (侍大将) فرماندهی نیروی سواره نظام اصلی را بر عهده داشت، در حالی که آشیگارو تایشو (足軽大将) فرماندهی آشیگاروها (足軽) را که پیاده می‌جنگیدند، بر عهده داشت. یوریکی‌ها، که اغلب از جیزامورای (地侍) بودند، به سامورایی دایشو و آشیگارو تایشو سوار بر اسب کمک می‌کردند.
در دوره ادو، یوریکی‌ها در ادارات دولتی کمک‌های اداری ارائه می‌دادند. در میان یوریکی‌های مختلف، ماچیکاتا یوریکی‌ها بودند که مسئول پلیس تحت فرماندهی ماچی-بوگیو بودند. در رده پایین‌تر یوریکی‌ها، دوشین‌ها قرار داشتند. در شهر ادو حدود ۲۵ یوریکی وجود داشت که هر کدام برای دو اداره ماچی-بوگیو کار می‌کردند. از آنجایی که مقام آنها گوکه‌نین (御家人) بود، در اصل معادل کاچی (徒士) بودند و اجازه سوار شدن بر اسب را نداشتند، اما یوریکی‌ها به عنوان یک استثنای ویژه اجازه سوار شدن داشتند.